# Georgeta Soare
Georgeta Soare es una deportista rumana que compitió en remo. Ganó una medalla de oro en el Campeonato Mundial de Remo de 1989, en la prueba de ocho con timonel.

## Palmarés internacional
| Campeonato Mundial | Campeonato Mundial | Campeonato Mundial | Campeonato Mundial |
| Año                | Lugar              | Medalla            | Prueba             |
| ------------------ | ------------------ | ------------------ | ------------------ |
| 1989               | Bled (Yugoslavia)  | Medalla de oro     | Ocho con timonel   |